# Raúl Labrador
Raúl Rafael Labrador (Carolina, Puerto Rico, 8 de diciembre de 1967), abogado y político estadounidense.

## Biografía
Nacido en Puerto Rico, en su adolescencia se fue a vivir a Las Vegas, Nevada, donde se convirtió a la Iglesia de Jesucristo de los Santos de los Últimos Días. Se graduó en la Brigham Young University, gracias a la ayuda de su iglesia. Posteriormente se doctoró en leyes en la University of Washington School of Law.
Afiliado al Partido Republicano de los Estados Unidos, desde enero de 2011 es representante por el estado de Idaho ante el Congreso de los Estados Unidos.
Tras la derrota de Mitt Romney en noviembre de 2012, Labrador se convirtió en un ácido crítico del candidato perdedor, debido a sus polémicas declaraciones contra los hispanos.